# ペレ・リンドベルグ
ペレ・リンドベルグ（Per-Eric Göran "Pelle" Lindbergh 1959年3月24日-1985年11月12日）は、スウェーデンストックホルム出身のプロアイスホッケー選手。ポジションはゴールテンダー。
アイスホッケースウェーデン代表として1980年のレークプラシッドオリンピックでは金メダルを獲得したアメリカ合衆国戦で2-2と引き分けるなどの活躍で銅メダルを獲得した。
その後1979年のNHLドラフト2巡目でフィラデルフィア・フライヤーズから指名された。
1980-81シーズンよりアメリカン・ホッケー・リーグ(AHL)のメーン・マリナーズでプレーた。
1982年にフライヤーズに昇格し、1983年のオールルーキーチームに選ばれた。
1984-1985シーズンには40勝をあげてヨーロッパ人選手として初のヴェジーナ賞及びオールスターファーストチームに選ばれた。
また彼はNHL史上初めて試合中の氷上にミネラルウォーターを持参したゴールテンダーとなった。この振る舞いについて彼は他チームの選手やコーチから激しく非難されたが現在NHLでは一般的なものとなっている。
1985年11月11日、ニュージャージー州サマーデイルで運転していたポルシェ・930が時速140kmの速度でコントロールを失い壁に激突、彼と同乗していた2人は重傷を負った。彼は数時間後に脳死となり、翌日父親がスウェーデンから駆けつけた後、延命治療の終了に同意した。5時間に渡る手術で彼の心臓や他の臓器は移植手術のため取り出された。検死の結果、彼の血中アルコール濃度は0.24%（当時のニュージャージー州での上限は0.10%）と高い数値を示していたことが明らかとなった。
死亡したものの彼は1986年のNHLオールスターゲームに1位の票を獲得し選ばれた。亡くなった選手がオールスターゲームに選ばれるのは北米4大プロスポーツリーグ史上初のことであった（NFLでは2008年のプロボウルに前年亡くなったショーン・テイラーが選ばれている。）。
彼の背番号31番は公式には永久欠番となっていないがその後フライヤーズで31番を着けた選手は現れていない。